# Ann-Marie Norlin
Ann-Marie Norlin, född 7 september 1979, är en fotbollsspelare från Sverige (försvarare) som spelar i Djurgårdens IF Dam sedan säsongen 2000.